# Salamat (Fluss)
Der Salamat (arabisch: Bahr Salamat) ist ein saisonaler Fluss in der Sahelzone. Er ist ein Nebenfluss des Schari, dem Hauptzufluss des Tschadsees. Er entspringt in Sudan und durchfließt den Tschad. In seinem Oberlauf wird er als Bahr Azoum bezeichnet. Das arabische Wort Bahr bedeutet so viel wie Meer oder Massen von Wasser. Der Fluss quert die Stadt Am Timan und das Artenschutzgebiet Bahr Salamat (auch Zakouma Nationalpark).

## Geographie
Der Fluss hat seine Quellen im sudanesischen Darfur. Ältere Literaturquellen geben zuweilen die Provinz Wadai als Quellgebiet an.  Er entsteht aus dem Zusammenfluss einer Vielzahl kleiner Bäche, die saisonal fließen. Der im Darfur entspringende Bahr Azoum ist der bedeutendste Quellfluss, ist die meiste Zeit des Jahres jedoch ein trockenes Wadi, schafft in der Regenzeit aber auch spektakuläre Überschwemmungen. Nach der Stadt Am Timan teilt sich der Fluss in einen westlichen (Bahr Bola) und einen östlichen Arm und umfließt den Iro-See. In diesen mündet ein Teil des östlichen Arms, der ab hier den Namen Salamat trägt. Nördlich des Sees erstreckt sich der Nationalpark Zakouma, etwa auf halber Strecke zwischen dem See und der Stadt Am Timan.
Weiter auf ihrem Weg Richtung Westsüdwest vereinigen sich die beiden Arme wieder und mäandrieren durch Savannenland, bis sie schließlich am rechten Ufer des Flusses Chari, etwa fünfzig Kilometer flussabwärts der Stadt Sarh (früher Fort-Archambault) münden. Der Aouk und Salamat durchqueren auf ihrem Weg durch das südliche Tschadbecken eine Ebene, die sie in der Regenzeit des westafrikanischen Monsuns großflächig überschwemmen. Diese Überflutungsebene wurde unter dem Titel Plaines d’inondation des Bahr Aouk et Salamat auf einer Fläche von 4.922.000 Hektar zu einem Feuchtgebiet von internationaler Bedeutung erklärt und unter den Schutz der Ramsar-Konvention gestellt.

## Hydrometrie
Die Wasserfracht wurde während 23 Jahre (1953–1976) in Am Timan in m³/s gemessen. Dort lag der durchschnittliche jährliche Durchfluss in diesem Zeitraum bei 31 m³/s für eine Fläche von 84.500 km², 90 % des gesamten Einzugsgebietes.
- Diagrammdaten:
- Definition |
- Rohdaten |
- Hilfe